# 1000

「千」の筆順

1000（千、阡、仟、一〇〇〇、せん、ち）は、自然数または整数において、999の次で1001の前の数である。略称として1kと表記される。

## 性質
- 1000は合成数であり、約数は 1, 2, 4, 5, 8, 10, 20, 25, 40, 50, 100, 125, 200, 250, 500, 1000 である。
  - 約数の和は2340。
    - 246番目の過剰数である。1つ前は996、次は1002。
- 1000 = 103
  - 10番目の立方数である。1つ前は729、次は1331[注 1]。
  - 3番目の10の累乗数である。1つ前は100、次は10000。
  - 立方数がハーシャッド数になる6番目の数である。1つ前は512、次は1728。
  - 立方数において各位の和も立方数になる5番目の数である。1つ前は512、次は1331[注 1]。(オンライン整数列大辞典の数列 A53058)
  - 1000 = (1 × 10)3
    - n = 1 のときの (10n)3 の値とみたとき1つ前は0、次は8000。(オンライン整数列大辞典の数列 A017271)

  - 1000 = (2 × 5)3
    - n = 5 のときの (2n)3 の値とみたとき1つ前は512、次は1728。(オンライン整数列大辞典の数列 A016743)
    - n = 2 のときの (5n)3 の値とみたとき1つ前は125、次は3375。(オンライン整数列大辞典の数列 A016851)
    - 1000 = 23 × 53
      - 2つの異なる素因数の積で p3 × q3 の形で表せる2番目の数である。1つ前は216、次は2744。(オンライン整数列大辞典の数列 A162142)

  - 1000 = 10 × 102
    - n = 10 のときの 10n2 の値とみたとき1つ前は810、次は1210。(オンライン整数列大辞典の数列 A033583)
    - n = 10 のときの 100n の値とみたとき1つ前は900、次は1100。(オンライン整数列大辞典の数列 A044332)

  - 1000 = 1 × 10 × 100
    - 初項 1、公比 10 の等比数列における第3項までの総乗である。1つ前は10、次は1000000。(オンライン整数列大辞典の数列 A110147)
      - この値は n = 3 のときの 10n(n−1)/2 の値である。
- 213番目のハーシャッド数である。1つ前は999、次は1002。
  - 1を基とする4番目のハーシャッド数である。1つ前は100、次は10000。
- 各位の平方和が平方数になる76番目の数である。1つ前は962、次は1022。(オンライン整数列大辞典の数列 A175396)
  - 各位の和と各位の平方和が両方とも平方数になる10番目の数である。1つ前は900、次は1111。(オンライン整数列大辞典の数列 A197125)
- 各位の立方和が平方数になる47番目の数である。1つ前は900、次は1002。(オンライン整数列大辞典の数列 A197039)
- 1/1000 = 0.001
  - 百分率では 0.1%、千分率では 1‰である。
  - 逆数が有限小数になる28番目の数である。1つ前は800、次は1024。(オンライン整数列大辞典の数列 A003592)
- 1000 = 102 + 302 = 182 + 262
  - 異なる2つの平方数の和で表せる293番目の数である。1つ前は997、次は1009。(オンライン整数列大辞典の数列 A004431)
  - 2つの平方数の和2通りで表せる66番目の数である。1つ前は986、次は1010。
- 1000 = 62 + 82 + 302 = 102 + 182 + 242
  - 3つの平方数の和2通りで表せる188番目の数である。1つ前は992、次は1027。(オンライン整数列大辞典の数列 A025322)
  - 異なる3つの平方数の和2通りで表せる186番目の数である。1つ前は996、次は1027。(オンライン整数列大辞典の数列 A025340)
- n = 1000 のとき n と n − 1 を並べた数を作ると素数になる。n と n − 1 を並べた数が素数になる109番目の数である。1つ前は990、次は1002。(オンライン整数列大辞典の数列 A054211)
  - 連続整数を降順にならべて数を作るとき最短で3個の素数ができる最小の数である。次は19930。
例．1000999, 1000999998997, 1000999998997996995994993 が素数である。(ただし元の数は含めない。)
    - 連続整数を昇順にならべたときの最短で3個の素数ができる最小の数は1826。
- 数の中に3桁のゾロ目をもつ10番目の数である。1つ前は999、次は1110。(オンライン整数列大辞典の数列 A033284)
- 1000 = 352 − 225
  - n = 35 のときの n2 − 152 の値とみたとき1つ前は931、次は1071。(オンライン整数列大辞典の数列 A132772)

## その他 1000 に関すること
- SI接頭語では、1000倍は k（キロ）、1/1000は m（ミリ）である。
- 1000の接頭語：milli（拉）、kilo,chili（希）
- 1000年間を千年紀（ミレニアム、millennium）という。ラテン語で1000を表す「mille」と年を表す「annum」が語源。1000年は10世紀、100旬年と言い、英語でそれぞれ“ten centuries”（直訳：十世紀）, “hundred decades”（直訳：百旬年）である。
- 千分率をパーミル（‰）という。
- 英語で、一万（10000）は“ten thousand”（直訳：十千）で、十万（100000）は“one hundred thousand”（直訳：一百千）である。
- 現在日本で発行されている日本銀行券（紙幣）の最低額は1000円である（1994年以降）。
- 慣用表現では、「途方も無く多い」という意味で使われる。例：「海千山千」、「千変万化」、「千載一遇」
- 自動車のナンバープレートの希望番号制で「1000」は抽選対象番号だったが、2001年1月4日に抽選番号から外された。
- 1000系（1000を形式名に持つ鉄道車両のリスト）
- 多くのスレッドフロート型掲示板のスレッドは1000レス目で書き込めなくなる。
- ハリセンボンという魚がいる。名前から針が1000本あると思う人が多いがこれは誤り。実際には400本ほどである。
- 1000ギニーは競馬のクラシック競走。イギリス発祥だが各国に同名のレースが存在する。
- 1000 - 8人組ユニット・ダウ90000の主宰・蓮見翔とメンバー・園田祥太の2人組でのユニット名。2023年7月に結成し、同年のM-1グランプリで準々決勝まで進出した[1]。

## 1001 から 1999 までの数

### 1001 から 1100 までの数
- 1001 = 7 × 11 × 13、7以上の三つの素数の積で最小の数、五角数、五胞体数、回文数、楔数。15までの自然数で360の約数にない奇数の最小公倍数。
- 1002 - 楔数、十進数における4桁の偶数最小のノントーティエント。
- 1003 - 半素数
- 1004 - 朝鮮語で「天使」と発音が同じ。
- 1007 - 半素数
- 1008 - ハーシャッド数。
- 1009 = 13 + 23 + 103 = 43 + 93 + 63 、169番目の素数、4桁では最小の素数、エマープ（1009 ←→ 9001）
- 1010 - 楔数、2を基とする4桁最小のハーシャッド数
- 1011 - 半素数のハーシャッド数
- 1013 - ソフィー・ジェルマン素数、中心つき四角数
- 1014 - ハーシャッド数
- 1015 - 14番目の四角錐数、n を基とする n 番目のハーシャッド数(n = 7)
- 1016 - n を基とする n 番目のハーシャッド数(n = 8)
- 1019 - 1021と組で36番目の双子素数、ソフィー・ジェルマン素数かつ安全素数（8番目）、エマープ(1019 ←→ 9101)
- 1021 - エマープ(1021 ←→ 1201)
- 1022 = 210 − 2 = 21 + 22 + 23 + 24 + 25 + 26 + 27 + 28 + 29 、フリードマン数
- 1023 = 210 − 1 、2進数を使った場合の手の指で数えられる最大の数[2]
- 1024 = 210 = 45 = 322 、2の累乗数、フリードマン数(4 − 2)10
- 1025 = 52 × 41
- 1027 = 22 + 32 + 52 + 72 + 112 + 132 + 172 + 192 、最初の8つの素数の2乗の和。
- 1029 = 3 × 73 = 3 × (182 + 18 + 1) = 45 + 5
- 1031 - 1033と組で37番目の双子素数、ソフィー・ジェルマン素数、スーパー素数、エマープ(1031 ←→ 1301)
- 1035 - 三角数、六角数
- 1036 = 22 × 7 × 37。六進法では 4444(6) となるゾロ目。1つ前の3333(6)は777(10)、次の5555(6)は1295(10)。
- 1044 - 双子素数の和（521 + 523）
- 1049 - 1051と組で38番目の双子素数、ソフィー・ジェルマン素数
- 1050 = 2 × 3 × 52 × 7 = 5 × 210
- 1051 - 中心つき五角数
- 1053 = 34 × 13 、 ハーシャッド数、
- 1056 = 32 × 33、矩形数、約数の和5個で表せる4桁最小の数
- 1057 = 320 + 321 + 322
- 1060 = σ(6) + σ(28) + σ(496) (ただしσは約数関数) 、 最初の25個の素数の合計
- 1061 - 1063と組で39番目の双子素数、エマープ(1061 ←→ 1601)、π(10000) − π(1000) = 1061 (ただしπ(x)は素数計数関数)
- 1063 - スーパー素数
- 1065 = 3 × 5 × 71
- 1071 - 七角数
- 1072 - 中心つき七角数
- 1079 - 任意の自然数は1,079個以下の10乗数の和で表される[3]（ウェアリングの問題の一部）。
- 1080 = 5 × 23 × 33 = 5 × 216 、六進法で5000(6)、3周（3×360）、五角数。
- 1081 - 三角数
- 1085 = 182 + 192 + 202
- 1086 - スミス数
- 1087 - スーパー素数
- 1089 = 332、九角数、中心つき八角数
- 1090 - n を基とする n 番目のハーシャッド数(n = 10)
- 1091 - 1093と組で40番目の双子素数、エマープ(1091 ←→ 1901)
- 1093 - 六芒星数、最小のヴィーフェリッヒ素数（英語版）
- 1095 - 閏年を含まないときの3年間の日数
- 1096 - 閏年を含むときの3年間の日数
- 1097 - エマープ(1097 ←→ 7901)
- 1100 = 100 × 11 、100の倍数では最小のノントーティエント

### 1101 から 1200 までの数
- 1103 - ソフィー・ジェルマン素数、エマープ（1103 ←→ 3011）、ライフゲームにおいてRペントミノが安定するまでにかかる時間
- 1104 - キース数（英語版）
- 1105 - カーマイケル数、13 × 13 の魔方陣の一列の和、十角数、中心つき四角数
- 1110 = 2 × 3 × 5 × 37 = 101 + 102 + 103
- 1111 = 100 + 101 + 102 + 103 、4番目のレピュニット、十進法における111番目の回文数、スミス数
- 1114 = 12 + 23 + 34 + 45
- 1116 = 22 × 32 × 31、日本の女性アイドルグループ・THE ポッシボーのアルバム。 → 1116 (アルバム)。
- 1122 - 33 × 34、矩形数
- 1123 = 330 + 331 + 332
- 1124 = 102 + 210
- 1128 - 三角数、六角数
- 1134  - ハーシャッド数
- 1140 - 三角錐数、双子素数の和(569 + 571)
- 1143 - ハーシャッド数
- 1151 - 1153と組で41番目の双子素数、1151 = 229 + 922 素数を逆順に並べた数を加えても素数になる最小の数、エマープ（1151 ←→ 1511）
- 1152 = 27 × 32。素因数分解形が 2i × 3j になる数、1つ前は972、次は1296。高度トーティエント数
- 1153 - スーパー素数
- 1155 = 3 × 5 × 7 × 11 。4連続の最初からの奇数の素数の積。1つ前は105、次は15015。
- 1156 = 342、八面体数、中心つき五角数
- 1161 - 最初の26個の素数の合計
- 1165 - スミス数
- 1171 - スーパー素数
- 1176 - 三角数
- 1177 - 七角数
- 1179 = 32 × 131
- 1183 - 五角錐数
- 1184 - 2つの友愛数 (1184, 1210) の前者
- 1185 - n を基とする n 番目のハーシャッド数(n = 15)
- 1187 - 安全素数
- 1190 = 34 × 35、矩形数
- 1191 = 340 + 341 + 342
- 1196 = 53 + 63 + 73 + 83
- 1198 - 中心つき七角数
- 1199 = 113 − 112 − 11
- 1200 - 双子素数の和(599 + 601)

### 1201 から 1300 までの数
- 1201 - スーパー素数、中心つき四角数、エマープ(1201 ←→ 1021)、七進数や四十九進数、そして2401進数における独自周期素数（英語版）
- 1202 = 192 + 202 + 212
- 1210 = 113 − 112 、2つの友愛数 (1184, 1210) の後者
- 1213 - エマープ(1213 ←→ 3121)
- 1215 = 35 × 5 = 64 − 34 = 65 − 38
- 1216 = 26 × 19、九角数
- 1217 - スーパー素数
- 1221 = 3 × 11 × 37 = 33 × 37 = 11 × 111 。回文数、六進法では 5353(6) で上二桁と下二桁の列が同じになる。
- 1223 - ソフィー・ジェルマン素数
- 1224 = 33 + 53 + 73 + 93 、4連続奇数の立方和で表せる数、1つ前は496。
- 1225 = 352、三角数、3番目の平方三角数、六角数、中心つき八角数
- 1229 - 1231と組で42番目の双子素数、ソフィー・ジェルマン素数、エマープ(1229 ←→ 9221)、π(10000) = 1229 (ただしπ(x)は素数計数関数)
- 1231 - エマープ(1231 ←→ 1321)
- 1233 = 122 + 332
- 1234 - レスリー・ファイストの楽曲
- 1236 - 双子素数の和(617 + 619)
- 1240 - 四角錐数
- 1241 - 中心つき立方体数
- 1242 - 十角数
- 1247 - 五角数
- 1250 = 2 × 54 。素因数分解形が 2i × 5j になる数、1つ前は1000、次は1280。
- 1255 = 251 × 5 、フリードマン数
- 1259 - エマープ(1259 ←→ 9521)
- 1260 = 22 × 32 × 5 × 7 = 35 × 36 、高度合成数、矩形数、最小のヴァンパイア数、フリードマン数(21 × 60)。
- 1261 = 350 + 351 + 352 、六芒星数
- 1264 - 最初の27個の素数の合計
- 1266 - 中心つき五角数
- 1275 - 三角数
- 1277 - 1279と組で43番目の双子素数
- 1280 = 28 × 5 。素因数分解形が 2i × 5j になる数、1つ前は1250、次は1600。
- 1283 - 安全素数、エマープ (1283 ←→ 3821)
- 1285 - ノノミノの数、4番目のナイスフリードマン数（(1 + 28) × 5）
- 1288 - 七角数
- 1289 - 1291と組で44番目の双子素数、ソフィー・ジェルマン素数
- 1296 - 64 = 362 = 24 × 34、二重平方数。最初の8個の立方数の和、8×8 のチェス盤における長方形の総数。6n の1つ前は216、次は7776。素因数が 2i × 3j になる数、1つ前は1152、次は1458。
- 1297 - スーパー素数
- 1300 = 15 + 25 + 35 + 45

### 1301 から 1400 までの数
- 1301 - 1303と組で45番目の双子素数、中心つき四角数、エマープ（1301 ←→ 1031）
- 1306 = 11 + 32 + 03 + 64[4]
- 1307 - 安全素数
- 1309 - 連続する3つの自然数が楔数である最小のもの(1309, 1310, 1311) の前者
- 1310 - 連続する3つの自然数が楔数である最小のもの(1309, 1310, 1311) の真ん中
- 1311 - 連続する3つの自然数が楔数である最小のもの(1309, 1310, 1311) の後者
- 1319 - 1321と組で46番目の双子素数、安全素数
- 1320 - 双子素数の和（659 + 661）。10番目の三連続積数。1つ手前は990、次は1716。
- 1321 - エマープ(1321 ←→ 1231)
- 1325 = 202 + 212 + 222 、マルコフ数
- 1326 - 三角数、六角数
- 1327 - 素数のギャップが30を超える最小の素数(1361 - 1327 = 34)
- 1330 - 三角錐数、ルース＝アーロン・ペア (1330, 1331) の前者
- 1331 = 113、中心つき七角数、ルース＝アーロン・ペア (1330, 1331) の後者、回文立方数（∀N>3のN進法によって1331を表記しても、1331は必ず回文立方数になる。これは{\displaystyle 1\times N^{3}+3\times N^{2}+3\times N^{}+1=\left(1\times N+1\right)^{3}}であるため）
- 1332 = 22 × 32 × 37 = 36 × 37、矩形数
- 1333 = 360 + 361 + 362、最小の18-ハイパー完全数
- 1335 - 五角数、「待ち望んで千三百三十五日に至る者は、まことに幸いである。」(ダニエル書 12章 12節)
- 1344 - 連続してある数に対して約数の和を求めていった場合42個の数が1344になる。1344より小さい数で42個ある数はない。いいかえると {\displaystyle \sigma ^{m}(n)=1344~(m\geqq 1)} を満たす n が42個あるということである。(ただし σ は約数関数)[5]
- 1350 - 九角数
- 1361 - 素数のギャップが30を超える最小の素数の組(1361 − 1327 = 34)の中の大きい方
- 1364 - リュカ数
- 1365 - 五胞体数
- 1367 - 安全素数
- 1369 = 372、中心つき八角数
- 1371 - 最初の28個の素数の合計
- 1378 - 三角数
- 1379 - 14 × 14 の魔方陣の一列の和
- 1381 - 中心つき五角数、エマープ(1381 ←→ 1831)
- 1387 - 超プーレ数（英語版）、十角数
- 1395 = 15 × 93、ヴァンパイア数
- 1399 - エマープ(1399 ←→ 9931)

### 1401 から 1500 までの数
- 1404 - 七角数
- 1405 = 262 + 272 = 72 + 82 + ... + 162、26番目の中心つき四角数
- 1406 = 37 × 38、矩形数
- 1407 = 370 + 371 + 372 、この形で表すことのできる3番目の楔数である。一つ前は651、次は2163。
- 1408
- 1409 - ソフィー・ジェルマン素数、スーパー素数
- 1419 - ツァイゼル数
- 1426 - 五角数
- 1427 - 1429と組で47番目の双子素数
- 1430 - カタラン数
- 1431 - 53番目の三角数、六角数
- 1433 - スーパー素数
- 1435 - ヴァンパイア数（35×41）
- 1439 - ソフィー・ジェルマン素数かつ安全素数(9番目)、{\displaystyle {\sqrt[{\pi }]{\pi }}}の数字列からできる最小の素数。(オンライン整数列大辞典の数列 A174277)
- 1440 - 4周（4×360）、高度トーティエント数
- 1441 - 六芒星数
- 1444 = 382、ローマ数字表記でパンデジタル数であるもののうち最小のもの[6]
- 1447 - スーパー素数
- 1451 - 1453と組で48番目の双子素数、ソフィー・ジェルマン素数
- 1454 = 212 + 222 + 232
- 1458 = 21 × 36 = 2 × 729。素因数分解形が 2i × 3j になる数、1つ前は1296、次は1536。九進法では 2000(9) になる。
- 1461 - 閏年を含めたときの4年間の日数
- 1463 = 111 + 112 + 113
- 1464 = 110 + 111 + 112 + 113
- 1469 - 八面体数
- 1470 - 五角錐数
- 1471 - スーパー素数、中心つき七角数、エマープ(1471 ←→ 1741)、十進法において、スーパー素数同士のエマープとしては最小。
- 1480 - 最初の29個の素数の合計
- 1481 - 1483, 1487, 1489と組で6番目の四つ子素数、1483と組で49番目の双子素数、ソフィー・ジェルマン素数
- 1482 - 矩形数
- 1483 = 380 + 381 + 382
- 1485 - 三角数
- 1487 - 安全素数、1489と組で50番目の双子素数である。
- 1490 - テトラナッチ数
- 1491 - 九角数
- 1496 - 四角錐数
- 1499 - ソフィー・ジェルマン素数、スーパー素数

### 1501 から 1600 までの数
- 1501 - 中心つき五角数
- 1511 - ソフィー・ジェルマン素数、エマープ（1511 ←→ 1151）
- 1512 = 23 × 33 × 71 = 63 × 71 。連続してある数に対して約数の和を求めていった場合、53個の数が1512になる。1512より小さい数で53個ある数はない。いいかえると {\displaystyle \sigma ^{m}(n)=1512~(m\geqq 1)} を満たす n が53個あるということである。(ただし σ は約数関数)
- 1513 - 中心つき四角数
- 1520 - 五角数、ルース=アーロン・ペア (1520, 1521) の前者
- 1521 = 392、中心つき八角数、ルース=アーロン・ペア (1520, 1521) の後者
- 1523 - 安全素数、スーパー素数
- 1525 - 七角数
- 1530 - ヴァンパイア数（30×51）
- 1536 = 29 × 3 = 512 × 3 。素因数分解形が 2i × 3j になる数、1つ前は1458、次は1728。八進法では 3000(8) になる。
- 1537 - キース数
- 1540 - 三角数、六角数、十角数、三角錐数
- 1555 = 60 + 61 + 62 + 63 + 64 。六進法では11111(6)となり回文数。
- 1556 - 最初の9個の素数の平方の合計
- 1559 - ソフィー・ジェルマン素数
- 1560 = 39 × 40 、矩形数
- 1561 = 390 + 391 + 392
- 1568 = 28 × σ(28)
- 1572 = 123 − 122 − 12
- 1575 - 奇数の過剰数
- 1583 - ソフィー・ジェルマン素数
- 1584 = 123 − 122 = 11 × 122
- 1589 = 222 + 232 + 242
- 1593 - 最初の30個の素数の合計
- 1596 - 三角数
- 1597 - スーパー素数、フィボナッチ数、マルコフ数
- 1600 = 402 = 26 × 52 = 64 × 25。素因数分解形が 2i × 5j になる数、1つ前は1280、次は2000。ホワイトハウスの番地（ワシントンDCペンシルベニア通り1600番地）、SATの満点の点数。

### 1601 から 1700 までの数
- 1601 - ソフィー・ジェルマン素数、マーク・トウェインの小説『1601 (小説)（英語版）』、エマープ（1601 ←→ 1061）
- 1602 - ハーシャッド数
- 1607 - 1609と組で51番目の双子素数
- 1617 - 五角数
- 1618 - 中心つき七角数、1618 × 10-3 = 1.618 は黄金比の近似値(オンライン整数列大辞典の数列 A001622)
- 1620 - ハミリング数、ハーシャッド数、双子素数の和（809 + 811）
- 1619 - 1621と組で52番目の双子素数、安全素数
- 1621 - スーパー素数
- 1625 - 中心つき四角数
- 1626 - 中心つき五角数
- 1633 - 六芒星数
- 1634 = 14 + 64 + 34 + 44
- 1638 - 調和数
- 1639 - 九角数
- 1640 - 矩形数
- 1641 = 400 + 401 + 402
- 1644 - 双子素数の和（821 + 823）
- 1649 = 45 + 54
- 1651 - 七角数
- 1653 - 三角数、六角数
- 1656 - 双子素数の和（827 + 829）
- 1667 - 1669と組で53番目の双子素数
- 1669 - スーパー素数
- 1676 = 11 + 62 + 73 + 64
- 1679 = 23 × 73 、 23を基とする最小のハーシャッド数、天文学者カール・セーガンは1974年にアレシボ天文台から1679ビットの「E.T.への手紙」(アレシボ・メッセージ)を発信した。
- 1680 - 高度合成数
- 1681 = 412、中心つき八角数、n2 + n + 41 の形で最小の合成数（素数生成式参照）
- 1682 - ルース=アーロン・ペア (1682, 1683) の前者
- 1683 - ルース=アーロン・ペア (1682, 1683) の後者
- 1695 - 15 × 15 の魔方陣の一列の和
- 1697 - 1699と組で54番目の双子素数

### 1701 から 1800 までの数
- 1701 = 35 × 7、十角数、『スタートレック』に登場するU.S.S.エンタープライズの艦番
- 1705 - トリボナッチ数
- 1711 - 三角数
- 1716 - 双子素数の和（857 + 859）。11番目の三連続積数。1つ手前は1320、次は2184。
- 1717 - 五角数
- 1720 - 最初の31個の素数の合計
- 1721 - 1723と組の55番目の双子素数
- 1722 - 矩形数、ジューガ数
- 1723 = 410 + 411 + 412 、 スーパー素数
- 1728 = 123 = 26 × 33 = 64 × 27。素因数分解形が 2i × 3j になる数、1つ前は1536、次は1944。十二進法で1000 、1大グロス。
- 1729 = 7 × 13 × 19 。 タクシー数、カーマイケル数、ツァイゼル数、中心つき立方体数
- 1730 = 232 + 242 + 252
- 1733 - ソフィー・ジェルマン素数
- 1741 - スーパー素数、中心つき四角数、エマープ（1741 ←→ 1471）
- 1756 - 中心つき五角数
- 1760 - 1マイル=1760ヤード。32と55の最小公倍数。
- 1764 = 422、双子素数の和（881 + 883）、42番目の平方数
- 1770 - 三角数、六角数、オーストラリアにセブンティーンセブンティ (1770) という名前の町がある
- 1771 - 三角錐数
- 1772 - 中心つき七角数
- 1777 - 下3桁が「777」の素数としては最小
- 1778 - {\displaystyle {\sqrt[{4}]{10}}}の近似値
- 1782 - 七角数
- 1785 - 四角錐数
- 1787 - 1789と組の56番目の双子素数、スーパー素数
- 1794 - 九角数
- 1800 = 5 × 360、5周、五角錐数、7以外の1から10までに加えて25（52）で割り切れる最小の数。

### 1801 から 1900 までの数
- 1806 - 矩形数
- 1807 = 420 + 421 + 422 、シルベスター数列の第5項
- 1811 - ソフィー・ジェルマン素数
- 1820 - 五角数、五胞体数
- 1823 - 安全素数、スーパー素数
- 1827 - 5番目のヴァンパイア数（21×87）
- 1830 - 三角数
- 1834 - 八面体数、最初の5個の素数の3乗の合計
- 1836 - 陽子と電子の質量のおおよその比率
- 1837 - 六芒星数
- 1847 - スーパー素数
- 1849 = 432、中心つき八角数
- 1851 - 最初の32個の素数の合計
- 1854 - モンモール数
- 1861 - 中心つき四角数
- 1862 - ルース=アーロン・ペア (1862, 1863) の前者
- 1863 - ルース=アーロン・ペア (1862, 1863) の後者
- 1865 - 六進法で 12345 となる。
- 1867 - (p, p + 4, p + 6, p + 10, p + 12)が素数になる3番目の素数 p である。(オンライン整数列大辞典の数列 A022007)
- 1870 - 十角数
- 1871 - 1873, 1877, 1879と組で7番目の四つ子素数、1873と組で57番目の双子素数
- 1877 - 1879と組で58番目の双子素数、1877 = 242 + 252 + 262
- 1884 = 121 + 122 + 123
- 1885 = 120 + 121 + 122 + 123、十二進法で1111、ツァイゼル数
- 1889 - ソフィー・ジェルマン素数
- 1891 - 三角数、六角数、中心つき五角数
- 1892 - 矩形数
- 1893 = 430 + 431 + 432
- 1898 - 26を基とする最小のハーシャッド数

### 1901 から 1999 までの数
- 1901 - ソフィー・ジェルマン素数、エマープ(1901 ←→ 1091)
- 1904 - 24 × 7 × 17。112と119の最小公倍数。
- 1907 - 安全素数
- 1909 - 2番目の18-ハイパー完全数
- 1913 - スーパー素数
- 1918 - 七角数
- 1920 = 27 × 3 × 5 = 64 × 30 、連続してある数に対して約数の和を求めていった場合56個の数が1920になる。1920より小さい数で56個ある数はない。いいかえると {\displaystyle \sigma ^{m}(n)=1920~\left(m\geqq 1\right)} を満たす n が56個あるということである。(ただし σ は約数関数)
- 1926 - 五角数
- 1931 - 1933と組で59番目の双子素数、ソフィー・ジェルマン素数
- 1933 - 中心つき七角数
- 1936 = 442
- 1943 - 三角数、六角数
- 1944 = 23 × 35。素因数分解形が 2i × 3j (i ≧ 0, j ≧ 0) になる数、1つ前は1728、次は2048。
- 1949 - 1951と組で60番目の双子素数
- 1953 - 三角数
- 1956 - 九角数
- 1960 = 23 × 5 × 72
- 1973 - ソフィー・ジェルマン素数
- 1974 - 四素合成数
- 1980 = 22 × 32 × 5 × 11 = 44 × 45 、矩形数。
- 1981 = 440 + 441 + 442
- 1985 - 中心つき四角数
- 1987 - 300番目の素数
- 1988 - 最初の33個の素数の合計
- 1997 - 1999と組で61番目の双子素数
- 1998 - 27を基とする2番目のハーシャッド数
- 1999 - 十進法で下三桁が999の素数としては最小であり、逆数の循環節の長さも999桁。六進法では13131(6)で回文数。